# Quillan
Pour les articles homonymes, voir Quillan (ancienne commune) et Quillan (Pendragon).
Quillan  (occitan : Quilhan  ) est une commune française, située dans le département de l'Aude en région Occitanie.
Elle s'est agrandie le 1er janvier 2016 de la fusion avec sa voisine Brenac.

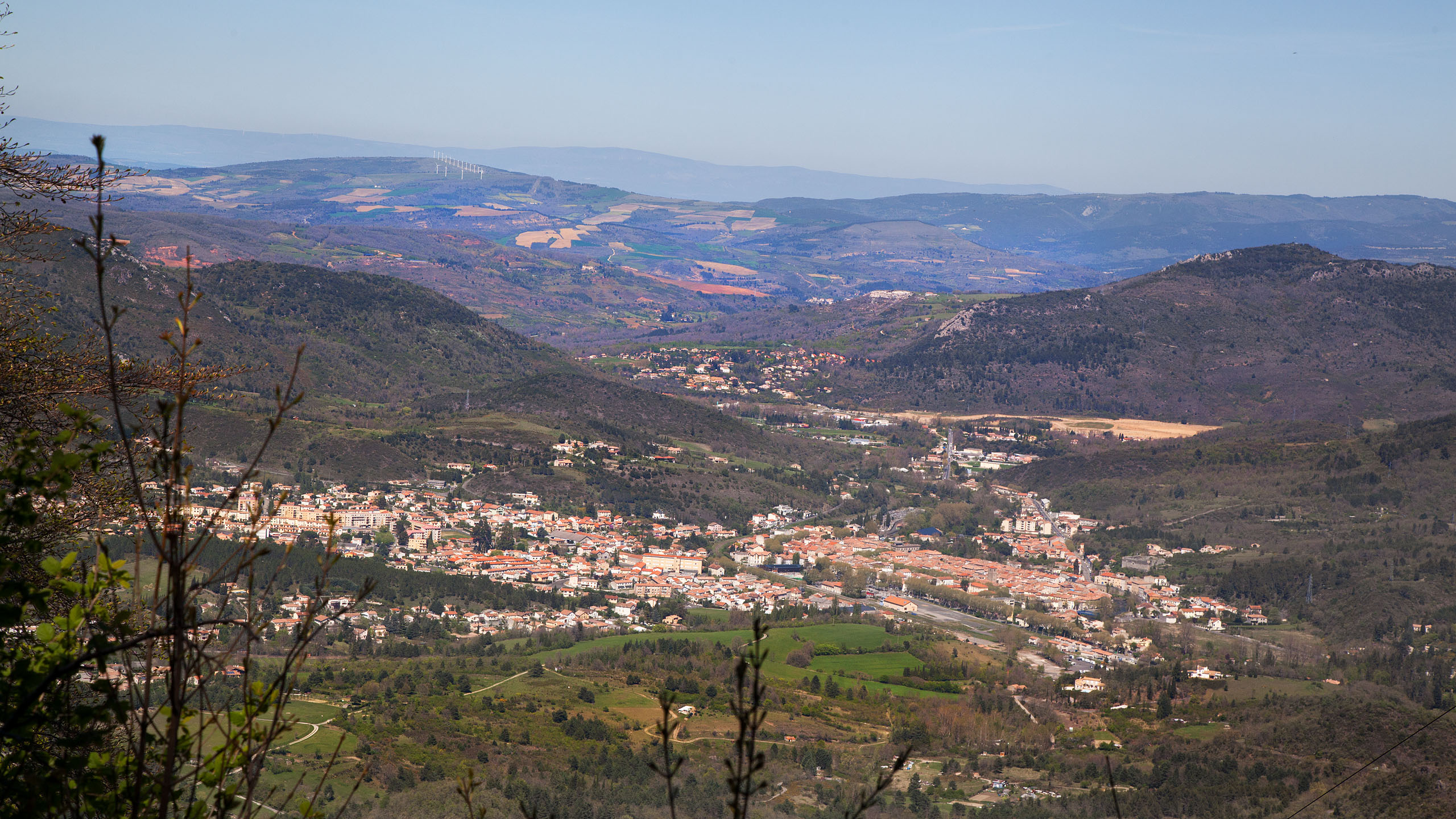
Quillan vue de Carach.

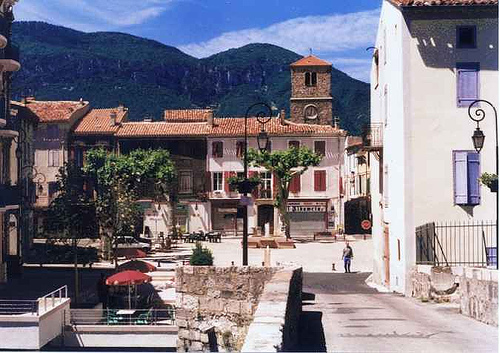

Quillan est une commune rurale qui compte 2 992 habitants en 2022, après avoir connu une forte hausse de la population depuis 1975. Elle appartient à l'unité urbaine de Quillan. Ses habitants sont appelés les Quillanais et ses habitantes les Quillanaises.
Le patrimoine architectural de la commune comprend deux  immeubles protégés au titre des monuments historiques : le château, inscrit en 1954, et l'église Saint-Julien-et-Sainte-Basilisse, inscrite en 1987.

## Géographie

### Localisation
La commune est située au pied des Pyrénées sur l'Aude.
À l'entrée du défilé de Pierre-Lys, Quillan, située à un important carrefour routier, constitue un des meilleurs centres d'excursions pour toute la région peu fréquentée et très pittoresque des avant-monts pyrénéens.

### Communes limitrophes
Les communes limitrophes sont  Belvianes-et-Cavirac, Campagne-sur-Aude, Coudons, Ginoles, Nébias, Puivert, Quillan, Quirbajou, Saint-Ferriol, Saint-Julia-de-Bec et Val-du-Faby.
| Puivert                               | Val-du-Faby | Campagne-sur-Aude                 |
| Nébias, Coudons                       | Quillan     | Saint-Ferriol, Saint-Julia-de-Bec |
| Ginoles, Coudons (par un quadripoint) | Quirbajou   | Belvianes-et-Cavirac              |

### Géologie et relief
Située en plein contreforts pyrénéens, la commune a un sol composé de calcaires du Crétacé surélevés par la poussée de la plaque africaine qui a engendré la chaine pyrénéenne. Au relief profondément complexe tourmenté par la tectonique, ces calcaires forment des « nappes » qui auréolent les Pyrénées selon un angle globalement ouest-est, entre l'Aquitaine, et jusqu'en Provence. Ces boucliers qui forment les pré-Pyrénées sont particulièrement visibles dans cette partie de l'Aude ainsi qu'en Ariège, où ils forment des collines rectilignes cisaillant le paysage d'est en ouest.
Pour se frayer un chemin dans ces ensembles qui lui faisaient barrage, l'Aude a creusé des gorges étroites et raides dans le calcaire au fil des millénaires, déposant des alluvions le long de son cours.

### Voies de communication et transports
Accès SNCF gare de Quillan sur la ligne Carcassonne - Rivesaltes. La gare de Quillan est le terminus de la liaison ferroviaire la reliant à Carcassonne, en passant par Limoux.
Des bus à 1 € relient quotidiennement la ville à Chalabre (ligne 9), Carcassonne (ligne 2) et Perpignan. Castelnaudary est également desservi (ligne 11).

### Hydrographie
La commune est dans la région hydrographique « Côtiers méditerranéens », au sein du bassin hydrographique Rhône-Méditerranée-Corse. Elle est drainée par l'Aude, le ruisseau de Saint-Bertrand, le Coulent, le ruisseau de Saint-Ferriol, le ruisseau de Bitrague, le ruisseau de Carach, le ruisseau de la Carbasse, le ruisseau de la Jonquière, le ruisseau de Luc et le ruisseau de Mal Pas, qui constituent un réseau hydrographique de 19 km de longueur totale,.
L'Aude, d'une longueur totale de 223,59 km, prend sa source dans la commune des Angles et s'écoule du sud vers le nord. Elle traverse la commune et se jette dans le golfe du Lion à Fleury, après avoir traversé 73 communes.
Le ruisseau de Saint-Bertrand, d'une longueur totale de 18,5 km, prend sa source dans la commune de Saint-Louis-et-Parahou et s'écoule d'est en ouest. Il traverse la commune et se jette dans l'Aude sur le territoire communal, après avoir traversé 3 communes.

### Climat
Pour des articles plus généraux, voir Climat de l'Occitanie et Climat de l'Aude.
En 2010, le climat de la commune est de type climat méditerranéen altéré, selon une étude du Centre national de la recherche scientifique s'appuyant sur une série de données couvrant la période 1971-2000. En 2020, Météo-France publie une typologie des climats de la France métropolitaine dans laquelle la commune est exposée à un climat de montagne ou de marges de montagne et est dans la région climatique Pyrénées orientales, caractérisée par une faible pluviométrie, un très bon ensoleillement (2 600 h/an), un air sec, particulièrement en hiver et peu de brouillards.
Pour la période 1971-2000, la température annuelle moyenne est de 12,8 °C, avec une amplitude thermique annuelle de 14,7 °C. Le cumul annuel moyen de précipitations est de 800 mm, avec 10,2 jours de précipitations en janvier et 5,3 jours en juillet. Pour la période 1991-2020, la température moyenne annuelle observée sur la station météorologique de Météo-France la plus proche, « Granes », sur la commune de Granès à 6 km à vol d'oiseau, est de 13,5 °C et le cumul annuel moyen de précipitations est de 724,6 mm,. Pour l'avenir, les paramètres climatiques de la commune estimés pour 2050 selon différents scénarios d'émission de gaz à effet de serre sont consultables sur un site dédié publié par Météo-France en novembre 2022.

## Urbanisme

### Typologie
Au 1er janvier 2024, Quillan est catégorisée bourg rural, selon la nouvelle grille communale de densité à 7 niveaux définie par l'Insee en 2022.
Elle appartient à l'unité urbaine de Quillan, une agglomération intra-départementale dont elle est ville-centre,. La commune est en outre hors attraction des villes,.

### Risques majeurs
Le territoire de la commune de Quillan est vulnérable à différents aléas naturels : météorologiques (tempête, orage, neige, grand froid, canicule ou sécheresse), inondations, feux de forêts et séisme (sismicité modérée). Il est également exposé à trois risques technologiques,  le transport de matières dangereuses et  le risque industriel et la rupture d'un barrage. Un site publié par le BRGM permet d'évaluer simplement et rapidement les risques d'un bien localisé soit par son adresse soit par le numéro de sa parcelle.

#### Risques naturels
Certaines parties du territoire communal sont susceptibles d’être affectées par le risque d’inondation par débordement de cours d'eau, notamment le ruisseau de Glandes. La commune a été reconnue en état de catastrophe naturelle au titre des dommages causés par les inondations et coulées de boue survenues en 1982, 1988, 1992, 1996, 2009, 2018, 2019 et 2020,.

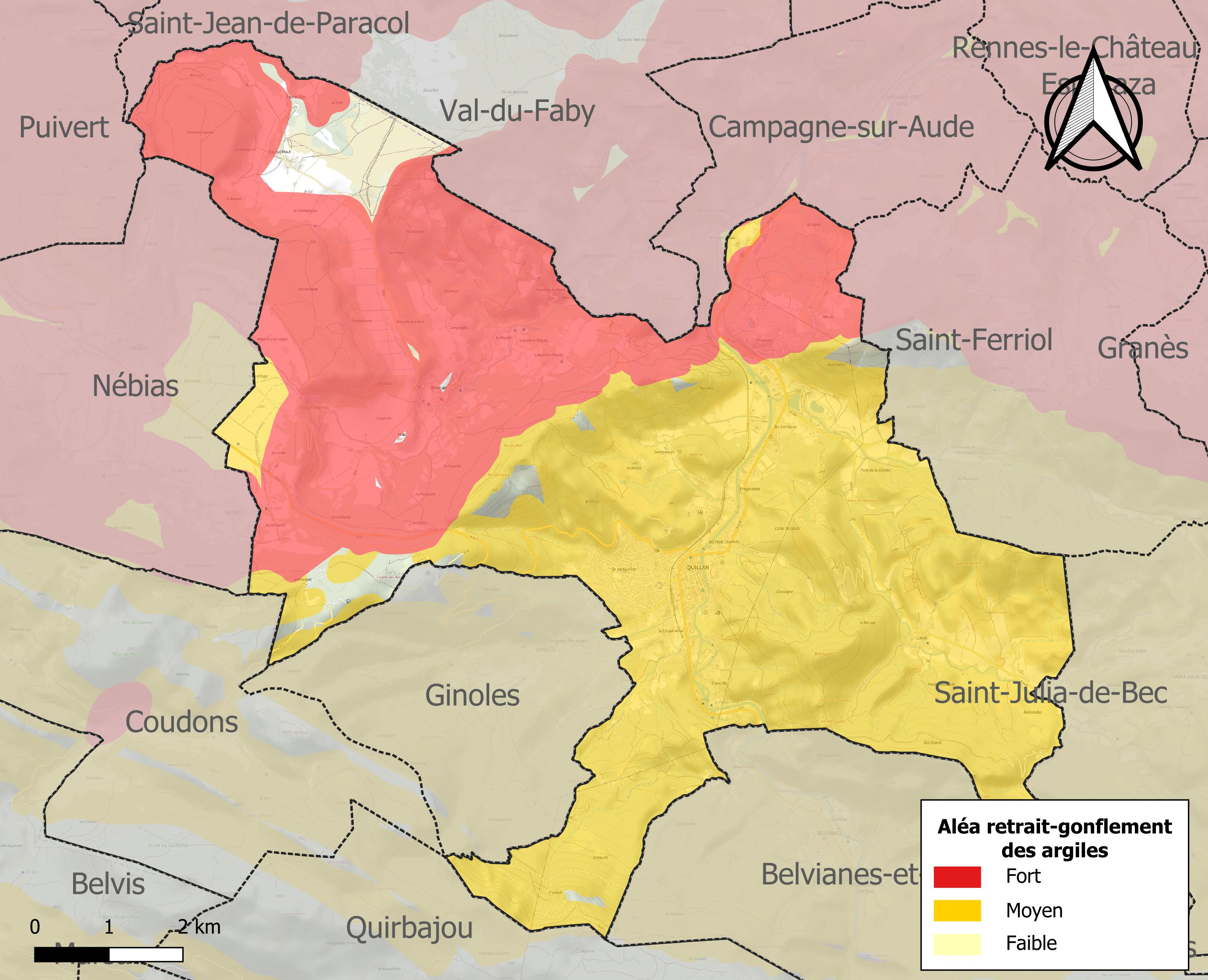
Carte des zones d'aléa retrait-gonflement des sols argileux de Quillan.

Le retrait-gonflement des sols argileux est susceptible d'engendrer des dommages importants aux bâtiments en cas d’alternance de périodes de sécheresse et de pluie. 94,6 % de la superficie communale est en aléa moyen ou fort (75,2 % au niveau départemental et 48,5 % au niveau national). Sur les 1 993 bâtiments dénombrés sur la commune en 2019, 1982 sont en aléa moyen ou fort, soit 99 %, à comparer aux 94 % au niveau départemental et 54 % au niveau national. Une cartographie de l'exposition du territoire national au retrait gonflement des sols argileux est disponible sur le site du BRGM,.

#### Risques technologiques
La commune est exposée au risque industriel du fait de la présence sur son territoire d'une entreprise soumise à la directive européenne SEVESO.
Le risque de transport de matières dangereuses sur la commune est lié à sa traversée par une route à fort trafic. Un accident se produisant sur une telle infrastructure est en effet susceptible d’avoir des effets graves au bâti ou aux personnes jusqu’à 350 m, selon la nature du matériau transporté. Des dispositions d’urbanisme peuvent être préconisées en conséquence.
La commune est en outre située en aval des barrages de Matemale et de Puyvalador, deux ouvrages de classe A, situés dans le département des Pyrénées-Orientales. À ce titre elle est susceptible d’être touchée par l’onde de submersion consécutive à la rupture d'un de ces ouvrages.

## Toponymie
Attestée sous la forme Quillianum en 782, du nom de personne latin Quelius suffixé en -anum.

## Histoire
Les informations contenues dans cette section sont la synthèse des données présentées dans les articles Quillan (ancienne commune) et Brenac.

## Politique et administration
| Nom             | Code Insee | Intercommunalité         | Superficie (km2) | Population (dernière pop. légale) | Densité (hab./km2) |
| --------------- | ---------- | ------------------------ | ---------------- | --------------------------------- | ------------------ |
| Quillan (siège) | 11304      | CC des Pyrénées Audoises | 20,97            | 3 220 (2013)                      | 154                |
| Brenac          | 11050      | CC Pyrénées Audoises     | 13,66            | 214 (2013)                        | 16                 |

### Liste des maires
| Période          | Période  | Identité      | Étiquette | Qualité |
| ---------------- | -------- | ------------- | --------- | ------- |
| 1er janvier 2016 | En cours | Pierre Castel | LR        |         |

## Population et société

### Démographie
L'évolution du nombre d'habitants est connue à travers les recensements de la population effectués dans la commune depuis sa création.

En 2022, la commune comptait 2 992 habitants, en évolution de −9 % par rapport à 2016 (Aude : +2,65 %, France hors Mayotte : +2,11 %).
| 2014  | 2015  | 2016  | 2021  | 2022  |
| ----- | ----- | ----- | ----- | ----- |
| 3 384 | 3 336 | 3 288 | 3 066 | 2 992 |

### Enseignement
Quillan dispose de plusieurs établissements scolaires :
- deux écoles maternelles
  - l'école Paulin-Nicoleau
  - l'école Louis-Pasteur
- deux écoles primaires
  - l'école Paulin-Nicoleau
  - l'école Albert-Calmette
- du collège Michel-Bousquié
- du lycée professionnel Edouard-Herriot

### Manifestations culturelles et festivités
La commune accueille, chaque année, le critérium cycliste international de Quillan qui fut le 1er critérium de France et, qui accueillait les meilleurs champions du cyclisme. Carlos Sastre y est passé en 2008.

### Santé
Quillan dispose d'un centre hospitalier, le CH Limoux-Quillan.

### Sports
(mai 2025).
L'Union sportive Quillan Haute vallée a été championne de France de rugby à XV saison 1928-1929 et évolue en championnat de France de 3e division fédérale depuis la saison 2005/2006. En 2012, elle est repassée en 2e division.
De nombreux internationaux en furent joueur...Galia,Cutzach, Camiade...etc...la liste est longue
Un des rares clubs de rugby français à évoluer en division dite *fédérale-national* depuis plus de 100 sans interruption
Jean Bourrel et Christian Maugard, présidents et membre de la FFR
Le samedi 10 juillet 2021, la ville accueille l'arrivée de la 14e étape du Tour de France 2021 entre Carcassonne et Quillan.
Grand Prix cycliste ou Critérium de Quillan, plus ancien de France sans interruption.
A accueilli les plus grands champions cyclistes et vedettes des Tours de Frances respectifs

## Économie
L'économie de la ville de Quillan dépendait jadis de son activité manufacturière : chapellerie, industrie de la chaussure (cuir et toile) et des matières plastiques, fabriques de meubles. Le tourisme est désormais une des principales sources d'emploi et d'activité de la ville.
La société "Domitia Granulats" exploite une carrière de quartzite à Laval depuis 1979.

## Culture locale et patrimoine
Les informations contenues dans cette section sont la synthèse des données présentées dans les articles Quillan (ancienne commune) et Brenac.

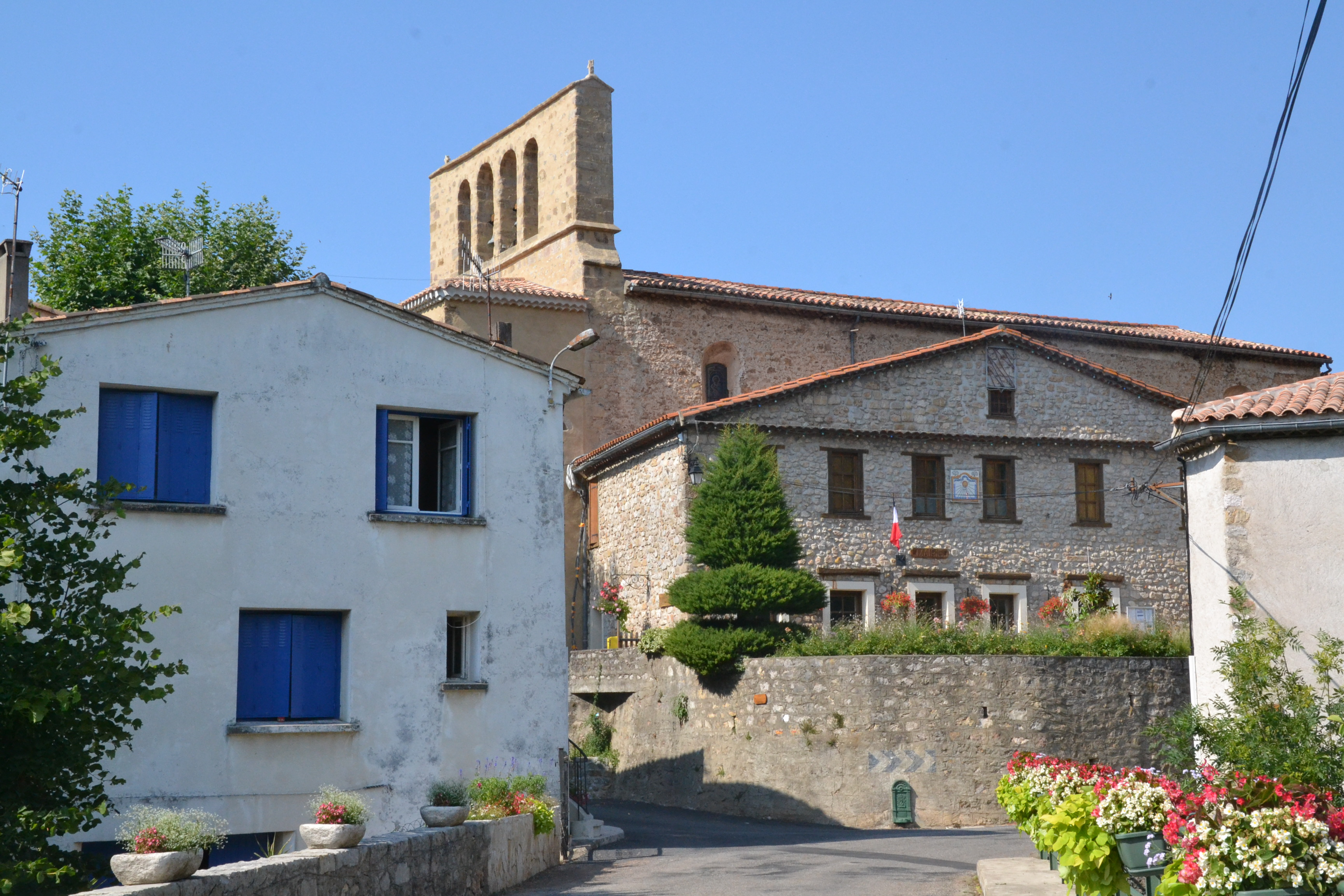
Église Saint-Julien-et-Sainte-Basilisse de Brenac

### Lieux et monuments
- Le château de Quillan;
- L'église Notre-Dame-de-l'Assomption de Quillan, église de style roman édifiée au XIVe siècle mais mentionnée dès 930, restaurée au XVIIe et agrandie et transformée au XIXe siècle[28].
- L’église Saint-Julien-et-Sainte-Basilisse de Brenac à Brenac[29]. Les Façades et toitures et le décor peint ont été inscrits au titre des monuments historiques en 1987[30].
- Église Saint-Nazaire-et-Saint-Celse de Laval.
- Chapelle Saint-Antoine de Brenac

Les rives de l'Aude autour du pont vieux sont inscrites au titre des sites naturels depuis 1945.

### Personnalités liées à la commune
- Félix Armand (1742-1823) : né à Quillan, a percé la route de la Pierre-Lys (curé) (une rue de Quillan lui est dédiée, une statue de pierre le représente dans le jardin des bains-douches)
- Louis Amiel (1800-1862) : né et enterré à Quillan - Feuilletoniste de renom (une rue de Quillan lui est dédiée).
- Bertrand Benezech (1804-1852) : sculpteur né à Quillan.
- Jules Blancard (1815-1891), helléniste né à Quillan.
- William Dessaint (1930-2013), ethnologue, a vécu à Quillan.
- Joachim Estrade (1857-1936) : ingénieur ayant électrifié la région et dirigé la construction de la ligne de chemin de fer jusqu'à Quillan ;
- Jean Guiraud (1866-1953) : historien né à Quillan ;
- Charles Marx (1903-1946) : médecin à Quillan et résistant
- André Desseilles (1914-1999) : homme d’affaires ayant vécu à Quillan ;
- Louis Cardaillac (1933-2015) : auteur et professeur-chercheur en lettres, né et enterré à Quillan ;
- Jean-Claude Rouan (1933-) : joueur de rugby à XV né à Quillan ;
- Laurent Reverte (1971-) : auteur-compositeur-interprète né à Quillan ;
- Robert Punzano (1973-) : auteur et comédien ayant grandi et vécu à Quillan.
- Bienheureux Père Louis-Antoine Ormières (1809-1890) : prêtre catholique et éducateur français, connu pour être le fondateur de la congrégation des Sœurs de l'Ange Gardien (une rue de Quillan lui est dédiée).

### Héraldique
| Blason | Blasonnement : D'azur au besant d'or accompagné de trois quilles du même. |